# Engelram III van Coucy
Engelram III van Coucy bijgenaamd de Grote (Marle, 1182 - Coucy, 1242) was van 1191 tot aan zijn dood heer van Coucy, Marle en Boves. Hij behoorde tot het huis Coucy.

## Levensloop
Engelram III was de zoon van heer Rudolf I van Coucy en diens echtgenote Alix, dochter van graaf Robert I van Dreux. In 1191 volgde hij zijn vader op als heer van Coucy.
Engelram werd een van de meest ambitieuze en machtigste edelmannen van Frankrijk en had een illustere militaire loopbaan. Hij hielp koning Filips II van Frankrijk om de Franse territoria van het koninkrijk Engeland in te perken. In 1205 nam hij deel aan de militaire campagne in Anjou en in 1214 vocht hij in de Slag bij Bouvines, waarbij het Franse leger een Engels-Duitse alliantie versloeg. In 1216-1217 was hij een notabel lid van de Franse troepenmacht die Engeland binnenviel om koning Jan zonder Land af te zetten. Tevens nam hij deel aan de Albigenzenkruistocht.

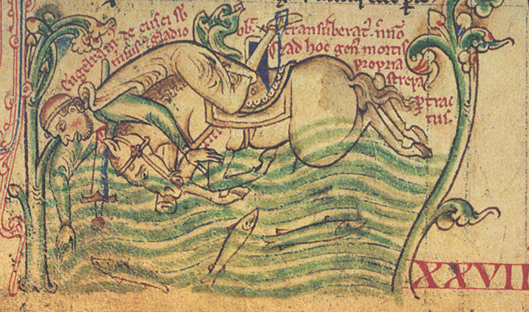
Dood van Engelram III
(13e eeuw), MS 016II, Chronica maiora II, Matthew Paris,
Parker Library, Corpus Christi College (Cambridge)

Na de dood van koning Lodewijk VIII van Frankrijk was hij een van de edelen die zich verzetten tegen het regentschap van Blanca van Castilië voor haar zoon Lodewijk IX. Uiteindelijk kwam hij terug in de koninklijke gunst. Ook bouwde hij het Kasteel van Coucy.
In 1242 stierf Engelram III toen bij een val van zijn paard op zijn zwaard terechtkwam. Hij werd opgevolgd door zijn oudste zoon Rudolf II.

## Huwelijken en nakomelingen
In 1201 huwde hij met zijn eerste echtgenote Beatrix van Vignory, weduwe van graaf Jan I van Roucy. Uit dit huwelijk zijn geen kinderen bekend. 
In 1204 huwde Engelram III met zijn tweede echtgenote Mathilde van Saksen (1172-1209), dochter van hertog Hendrik de Leeuw van Beieren. Ook uit dit huwelijk zijn geen kinderen bekend.
Zijn derde echtgenote was Maria (1192-1273), dochter van heer Jan van Montmirail. Uit dit huwelijk werden volgende kinderen geboren:
- Rudolf II (overleden in 1250), heer van Coucy
- Engelram VI (1236-1310), heer van Coucy
- Jan (overleden in 1245), heer van Amboise
- Maria (1218-1285), huwde in 1239 met koning Alexander II van Schotland
- Alix, huwde met graaf Arnoud III van Guînes

## Voorouders
| Voorouders van Engelram III van Coucy (1182-1242) | Voorouders van Engelram III van Coucy (1182-1242)               | Voorouders van Engelram III van Coucy (1182-1242)               | Voorouders van Engelram III van Coucy (1182-1242)               | Voorouders van Engelram III van Coucy (1182-1242)               | Voorouders van Engelram III van Coucy (1182-1242)                               | Voorouders van Engelram III van Coucy (1182-1242)                               | Voorouders van Engelram III van Coucy (1182-1242)                | Voorouders van Engelram III van Coucy (1182-1242)                |
| ------------------------------------------------- | --------------------------------------------------------------- | --------------------------------------------------------------- | --------------------------------------------------------------- | --------------------------------------------------------------- | ------------------------------------------------------------------------------- | ------------------------------------------------------------------------------- | ---------------------------------------------------------------- | ---------------------------------------------------------------- |
| Overgrootouders                                   | Thomas I van Coucy (1078-1130) ∞ Melissende van Crécy (-)       | Thomas I van Coucy (1078-1130) ∞ Melissende van Crécy (-)       | Raoul I van Beaugency (-) ∞ Mathilde van Vermandois (-)         | Raoul I van Beaugency (-) ∞ Mathilde van Vermandois (-)         | Lodewijk VI van Frankrijk (1081-1137) ∞ 1115 Adelheid van Maurienne (1092-1154) | Lodewijk VI van Frankrijk (1081-1137) ∞ 1115 Adelheid van Maurienne (1092-1154) | Guy van Baudement (-1144) ∞ Alix de Braine (-)                   | Guy van Baudement (-1144) ∞ Alix de Braine (-)                   |
| Grootouders                                       | Engelram II van Coucy (1110-1139) ∞ Agnes van Beaugency (-1207) | Engelram II van Coucy (1110-1139) ∞ Agnes van Beaugency (-1207) | Engelram II van Coucy (1110-1139) ∞ Agnes van Beaugency (-1207) | Engelram II van Coucy (1110-1139) ∞ Agnes van Beaugency (-1207) | Robert I van Dreux (1123-1188) ∞ Agnes van Baudement (1130-1202)                | Robert I van Dreux (1123-1188) ∞ Agnes van Baudement (1130-1202)                | Robert I van Dreux (1123-1188) ∞ Agnes van Baudement (1130-1202) | Robert I van Dreux (1123-1188) ∞ Agnes van Baudement (1130-1202) |
| Ouders                                            | Rudolf I van Coucy (1134-1191) ∞ Alix van Dreux (1156-1217)     | Rudolf I van Coucy (1134-1191) ∞ Alix van Dreux (1156-1217)     | Rudolf I van Coucy (1134-1191) ∞ Alix van Dreux (1156-1217)     | Rudolf I van Coucy (1134-1191) ∞ Alix van Dreux (1156-1217)     | Rudolf I van Coucy (1134-1191) ∞ Alix van Dreux (1156-1217)                     | Rudolf I van Coucy (1134-1191) ∞ Alix van Dreux (1156-1217)                     | Rudolf I van Coucy (1134-1191) ∞ Alix van Dreux (1156-1217)      | Rudolf I van Coucy (1134-1191) ∞ Alix van Dreux (1156-1217)      |